# Meta milleri
Meta milleri is een spinnensoort in de taxonomische indeling van de strekspinnen.
Het dier behoort tot het geslacht Meta. De wetenschappelijke naam van de soort werd voor het eerst geldig gepubliceerd in 1942 door Kratochvíl.